# Antilopa vraná
Antilopa vraná (Hippotragus niger) je velká africká antilopa blízce příbuzná antilopě koňské. Zastaralým názvem sajka vraná.

## Popis
- hmotnost: 190–270 kg
- délka těla: 190–255 cm
- délka ocasu: 40–75 cm
- výška v kohoutku: 117–143 cm

Antilopa vraná je velká, robustní antilopa s výrazným sexuálním dimorfismem. Samci váží okolo 238 kg a v kohoutku dosahují 116–142 cm, samice jsou menší, váží kolem 220 kg. Obě pohlaví mají vrubované rohy, které jsou šavlovitě zahnuté dozadu; rohy samců jsou masivnější, zahnutější a až 165 cm dlouhé, naproti tomu rohy samic jsou dlouhé jen 61–102 cm.
Srst je krátká a hrubá, samec i samice mají krční hřívu. Býci jsou vždy černě zbarvení, samice a mláďata jsou obvykle kaštanově hnědí, u jižněji žijící populace pak hnědočerní. Břicho, vnitřní strana stehen a krajina pod ocasem jsou bílé, stejně jako obličejová maska.
Telata mladší dvou měsíců jsou světle hnědá.

## Rozšíření a stanoviště
Antilopa vraná obývá lesnaté savany jihovýchodní Afriky, její areál sahá od jihovýchodní Keni a východní části Tanzanie a Mosambiku až do Angoly a Konga. Jsou teritoriální, vyhýbají se otevřené krajině a vždy se zdržují v blízkosti řek nebo napajedel.

## Biologie
Během období dešťů žijí antilopy vrané v malých rodinných skupinách tvořených 15–25 samicemi, jejich telaty a jedním dominantním býkem, který hájí jejich teritorium o rozloze 3,9–9 km2, několik takových skupin pak sdílí jeden domovský okrsek (home range), který může mít rozlohu až 25 km2 a živit až 75 antilop vraných. Během období sucha se antilopy shromažďují ve velkých smíšených stádech na zbývajících pastvinách.
Mezi kravami i mezi býky je vytvořena hierarchie, staré krávy bývají na společenském žebříčku výše než mladší. I mladí samci jsou podřízeni kravám, a to do věku asi tří nebo čtyř let, kdy se u nich začínají objevovat sekundární pohlavní znaky a jsou vyhnáni. Mladí býci se pak toulají sami nebo se sdržujují do mládeneckých stád; dominantní býci je většinou nechávají pást se ve svém teritoriu, chovají-li se podřízeně a nejeví-li zájem o samice. Samci se o teritorium přetlačují svými rohy; smrtelná zranění jsou však vzácná.

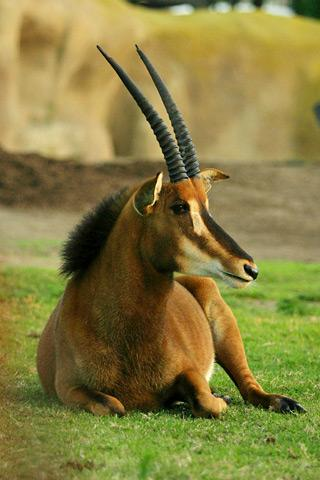
Samice

Říje přichází uprostřed období sucha, v období zhruba od května do července, březost trvá 8–9 měsíců, telata se tudíž rodí na konci období dešťů, kdy je dostatek vysoké trávy k ukrytí mláděte. Matka se k mláděti vrací, jen aby ho nakojila, a už po týdnu se přidává zpět ke stádu, tele se přestane skrývat až po třech týdnech. Pouto mezi matkou a mládětem je slabé, i ve stádě telata tráví více času se svými vrstevníky a matku vyhledávají jen jako zdroj mléka. Odstaveno je po šesti měsících. Samice pohlavně dospívají ve dvou a půl letech, samci se páří až po pěti letech stáří.
Antilopy vrané jsou býložravé, 90 % jejich potravy tvoří trávy – pojídají pouze travní list, a to ve výšce 40–140 mm nad zemí. Jejich oblíbenou potravou je tráva druhu Brachiaria nigropedata, která ale tvoří jen 3,9 % trav na sledovaném území. Jsou aktivní především brzy ráno a před setměním, přes poledne se ukrývají ve stínu, v noci přežvykují. Obvykle zůstávají dlouho na jednom místě, denně urazí jen asi 1,2 km, nikdy se příliš nevzdalují od napajedel, která navštěvují minimálně každý druhý den.
Jsou-li pronásledovány, dokážou běžet rychlostí až 57 km/h a to i na větší vzdálenosti. Zraněné nebo zahnané do kouta se brání svými ostrými rohy. Dospělé kusy nemají kromě člověka příliš nepřátel, telata jsou kořistí lvů, leopardů, hyen, psů hyenovitých i krokodýlů.

## Ohrožení
IUCN považuje antilopy vrané za druh závislý na ochraně, angolský poddruh antilopa obrovská je kriticky ohrožena. Trofeje antilopy vrané jsou ceněné mezi lovci divoké zvěře. Celková populace se odhaduje na 75 000 jedinců.

## Taxonomie
Rozeznáváme 5 poddruhů:
- Druh Hippotragus niger
  - Hippotragus niger anselli
  - Hippotragus niger kirkii
  - Hippotragus niger niger
  - Hippotragus niger rooseveltii
  - antilopa obrovská (Hippotragus niger variani)

## Chov v zoo
Antilopa vraná je chována přibližně v 35 evropských zoo (stav červen 2019). V rámci Česka se jedná o dvě zoo:
- ZOO Dvůr Králové nad Labem
- Zoo Praha

Na Slovensku je tento druh k vidění v Zoo Bratislava a Zoo Bojnice.

### Chov v Zoo Praha
Tento druh je v Zoo Praha chován již od roku 1970. Tehdy se podařilo získat tři zvířata přímo z přírody. První mládě bylo zaznamenáno v roce 1971. Do roku 2014 se pak jejich počet dostal na 113. Ke konci roku 2018 byl chován samec a pět samic. Velikost stáda je dlouhodobě stabilní. Např. v roce 2004 se stádo skládalo ze samce, pěti samic a dvou mláďat. V listopadu 2019 byl dovezen jedinec z francouzské Zoo Beauval. V lednu 2020 se narodila jedna samice, další přibyla v únoru 2020.
Antilopy vrané jsou k vidění ve výběhu poblíž restaurace Gulab v rámci celku expozic navazujících na pavilon hrochů v horní části zoo.